# Tabita (Bibbia)
Tabita (o Tabitha), chiamata anche Dorcas, era una discepola di Gesù, la cui vicenda è narrata negli Atti degli Apostoli (versetti 9,36-42). La Chiesa cattolica e la Chiesa ortodossa la venerano come santa il giorno 25 ottobre.

## Biografia

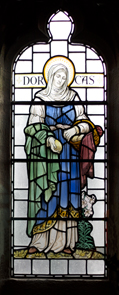
La santa in una vetrata a Mytholmroyd

Secondo il racconto biblico, era una sarta di Giaffa, rinomata per la sua bontà e per le sue opere caritatevoli. A un certo punto, Tabita si ammalò e morì: gli altri discepoli, saputo che Pietro si trovava nella vicina città di Lidda, lo mandarono a chiamare.
Giunto presso la casa di Tabita, Pietro incontrò delle altre vedove in lacrime, che gli mostrarono gli abiti che la donna usava far loro. L'apostolo si mise a pregare, in solitudine, nella stanza dov'era stata lasciata Tabita, e le disse "Tabita, alzati!": quando ebbe detto queste parole, la donna resuscitò.
Questo miracolo portò alla conversione di molte persone del luogo.